# Tommy Robinson

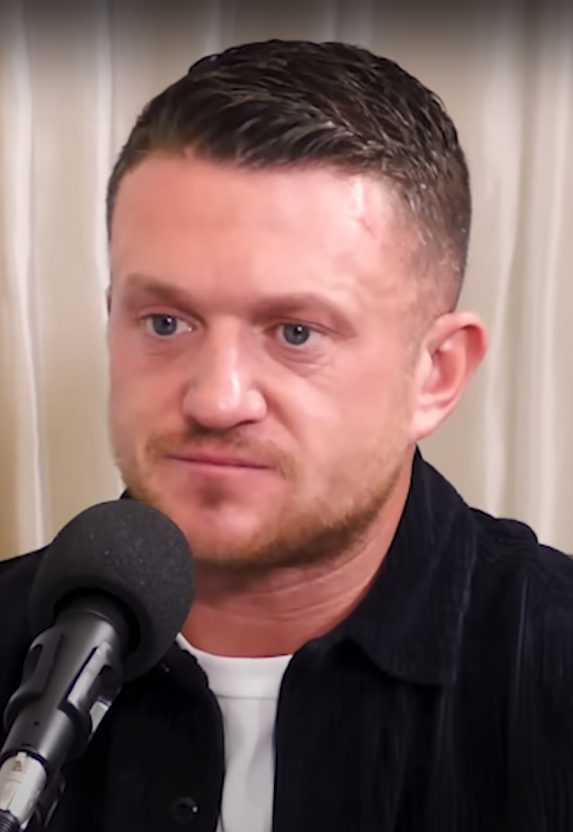
Tommy Robinson (2023)

Tommy Robinson (* 27. November 1982 in Luton; weitere Pseudonyme: Andrew McMaster, Paul Harris; bürgerlich Stephen Yaxley-Lennon) ist ein britischer islamfeindlicher Aktivist und zählt zu den bekanntesten rechtsextremen Akteuren in Großbritannien. Er ist Gründer und ehemaliger Leiter der English Defence League (EDL), die wiederholt als rechtspopulistisch bis rechtsextrem und als islamfeindlich eingestuft wurde – eine Einschätzung, die Robinson teilt und die ihn nach eigener Aussage zum Rücktritt veranlasste. Er ist auch Mitgründer der European Defence League und war 2012 kurzzeitig Vizevorsitzender der rechtsextremen und islamfeindlichen British Freedom Party (BFP). Er unterstützt außerdem die Pegida-Bewegung und beteiligt sich an der Organisation des britischen Ablegers.
Ende Oktober 2024 wurde er wegen Missachtung des Gerichts zu einer Haftstrafe von 18 Monaten verurteilt.

## Leben und politisches Wirken
Tommy Robinson wurde als Stephen Yaxley-Lennon 1982 im britischen Luton geboren. Er begann eine Ausbildung  am Flughafen Luton. 2005 wurde er wegen Körperverletzung zu einer einjährigen Haftstrafe verurteilt. Nach der Entlassung arbeitete er zunächst als Klempner und eröffnete später ein Sonnenstudio.
Im August 2009 stieg er zur Führungsfigur der neu gegründeten English Defence League auf, nachdem er aus einem Richtungsstreit als Sieger hervorgegangen war. Zunächst trat er aus Sorge vor islamistischen und linksextremen Übergriffen in der Öffentlichkeit nur maskiert auf, bis es im April 2010 einem Fotografen gelang, sein Gesicht zu fotografieren. Im Juni desselben Jahres enthüllte das antifaschistische Searchlight Magazine, dass es sich bei Robinson um Yaxley-Lennon handele, der wegen des Angriffs auf einen Polizisten außer Dienst zu zwölf Monaten Gefängnis verurteilt worden war, und entgegen seiner vorgeblichen Distanzierung von der rechtsextremen British National Party (BNP) für zwölf Monate deren Mitglied gewesen sei. 2011 bestritt Robinson Behauptungen von Anders Behring Breivik, wonach jener über umfangreiche Kontakte zur EDL verfüge und an einer ihrer Demonstrationen in Bradford teilgenommen habe.
Am 6. Juli 2011 schloss die English Defence League einen Kooperationsvertrag mit der rechtspopulistischen Partei British Freedom um den Vorsitzenden Paul Weston, dabei wurden er und der EDL-Vizeleiter Kevin Carroll 2012 zu stellvertretenden Vorsitzenden ernannt. Robinson legte aber schon im Oktober 2012 alle Ämter der British Freedom Partei nieder.
Am 8. Oktober 2013 gab die Quilliam Foundation bekannt, dass Robinson und Kevin Carroll die gemeinsame Führung der English Defence League verlassen wollen, da sie Bedenken wegen der zunehmenden Instrumentalisierung durch Rechtsextreme hätten. Sie seien zwar nach wie vor gegen den Islamismus, wollen diesem jedoch mit demokratischen Mitteln entgegentreten.
Nachdem er 2014 wegen Versicherungsbetrugs im Gefängnis saß, kehrte Robinson radikal wie zu EDL-Zeiten zurück. Am 19. Oktober 2015 nahm er als einer von mehreren internationalen Gastrednern am einjährigen Jubiläum der deutschen muslimfeindlichen Protestbewegung PEGIDA in Dresden teil; seine Rede wurde von Götz Kubitschek auf Deutsch übersetzt bzw. vorgelesen. Ende 2016 gründete er Pegida UK als Ableger der deutschen Protestbewegung.

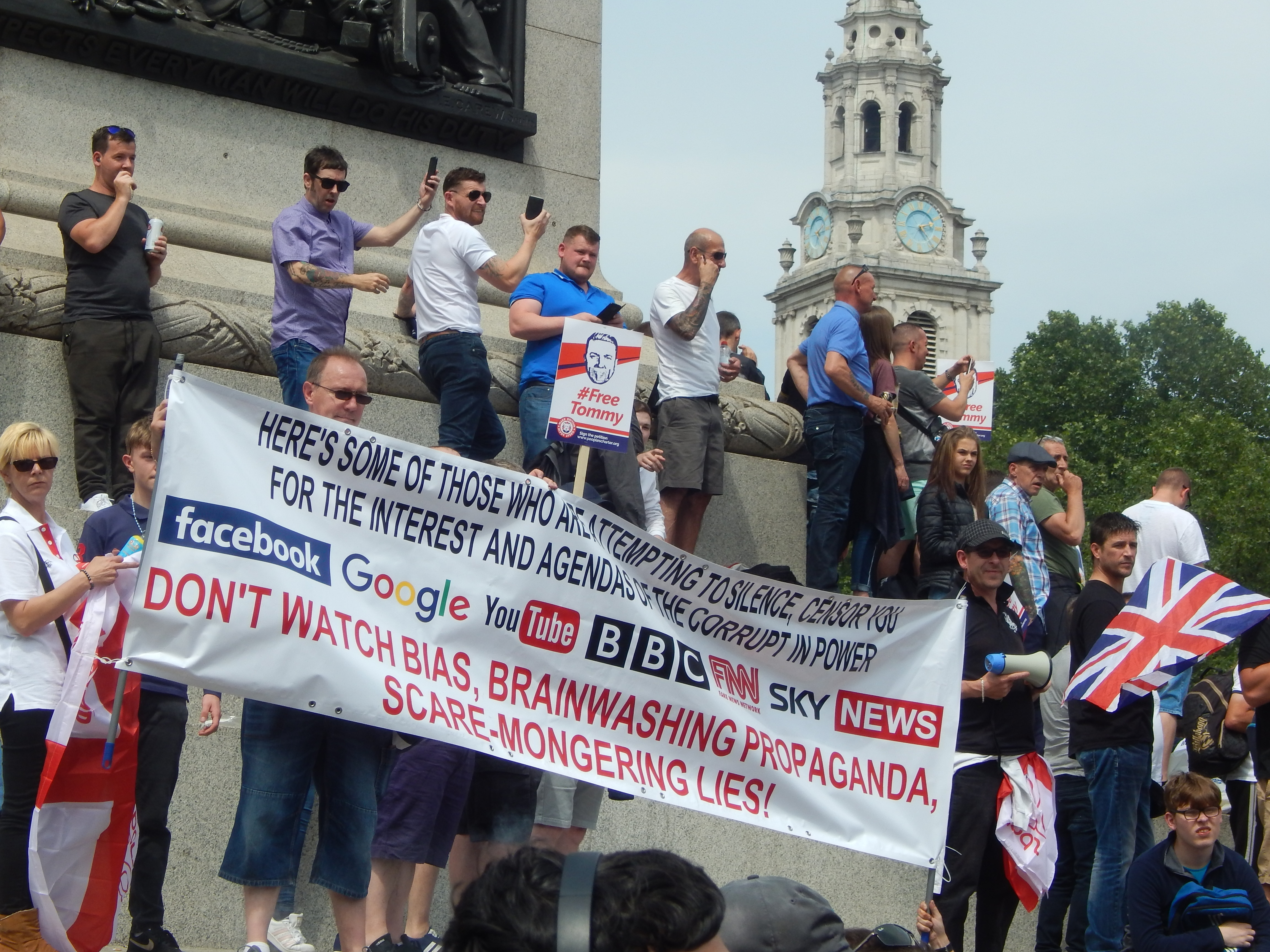
9. Juni 2018, Trafalgar Square: Demo für die Freilassung von Robinson

Am 22. November 2018 gab Gerard Batten, der Vorsitzende der UK Independence Party, bekannt, dass Robinson ihn zukünftig über die Themen Gruppenvergewaltigungen durch organisierte Banden (rape gangs) und Gefängnisreform beraten würde, weil er zu diesen Themen „ein großes Wissen“ habe. Die Ankündigung führte zu Protesten von verschiedenen Seiten und zum Austritt des bekannten UKIP-Politikers Nigel Farage aus der Partei.
Im November 2018 hetzte Robinson gegen einen minderjährigen syrischen Flüchtling im Internet auf. Robinson gab zu, dass er Anschuldigungen gegen den damals 15-jährigen Schüler der Almondbury Community School auf Facebook in Umlauf gebracht hatte, der sich daraufhin aufgrund der großen Reichweite der Veröffentlichung – der Facebook-Post wurde von 900.000 Menschen gesehen – Anfeindungen und Bedrohungen ausgesetzt sah und in der Folge seine Adresse ändern und seine Ausbildung abbrechen musste. Im Juli 2021 wurde Robinson wegen Verleumdung („libel“) zu 100.000 Pfund (117.000 Euro) Schadensersatz an den Schuljungen verurteilt.
Im März 2019 nahm der Onlineversandhändler Amazon das Buch „Mohammed’s Koran: Why Muslims kill for Islam“ aus dem Programm, das Robinson zusammen mit Peter McLoughlin herausgegeben hatte. Zuvor hatten schon die Social-Media-Plattformen Twitter, Instagram und Facebook die Auftritte von Robinson wegen wiederholter Verstöße gegen die Plattformrichtlinien gelöscht. Die Videoplattform YouTube sperrte Robinsons Konto zwar nicht komplett, schränkte die Funktionalität aber stark ein. Im November 2023 wurde sein Account bei X infolge der Übernahme durch Elon Musk wieder freigegeben.
Im April 2019 gab Robinson seine Kandidatur als unabhängiger Kandidat für die Europawahl 2019 bekannt. Seine Kandidatur – als erklärter EU-Gegner – wurde in gemäßigten Kreisen scharf kritisiert und als der Versuch gewertet, durch seine mögliche Wahl und der daraus folgenden Immunität als EU-Parlamentarier einer Haftstrafe aus dem zeitgleich laufenden Gerichtsverfahrens zu entgehen. Bei der Wahl erhielt er allerdings nur 2,7 % der Stimmen.

## Strafverfahren und Haftstrafen
Robinson wurden seit 2005 mehrmals Straftaten, unter anderem Körperverletzung, Betrug, Einwanderungsbetrug, Landfriedensbruch und Drogenbesitz, vorgeworfen. Er wurde deshalb bisher zu mehr als 10 Haftstrafen rechtskräftig verurteilt: unter anderem 2005 für Körperverletzung, 2013 für die illegale Einreise in die USA, 2014 für Darlehensbetrug, sowie 2017 und 2019 für Missachtung des Gerichtes (contempt of court).
2005 erhielt er seine erste Gefängnisstrafe über 12 Monate, da er betrunken einen Polizeibeamten angegriffen hatte, der allerdings nicht im Dienst war. Daraufhin verlor er seine Lehrstelle am Flughafen Luton.
Am 24. August 2010 wurde Robinson zu einer Bewährungsstrafe verurteilt, weil er eine Schlägerei zwischen Fans der Fußballvereine von Luton Town und Newport County angeführt hatte.
Am 7. Januar 2013 wurde Robinson von einem britischen Gericht zu zehn Monaten Gefängnis verurteilt, weil er mit dem Reisepass eines Freundes illegal in die USA eingereist war. Er legte gegen das Urteil Berufung ein und wurde am 22. Februar 2013 mit einem elektronischen Ortungssystem ausgestattet und aus der Untersuchungshaft, in welcher er sich seit Ende Oktober des Vorjahres befunden hatte, entlassen.
Ende 2013 bekannte sich Robinson des Bankbetrugs für schuldig.
Im Mai 2017 wurde Robinson in Canterbury wegen Missachtung des Gerichts (contempt of court) zu einer dreimonatigen Haftstrafe mit 18 Monaten Bewährung verurteilt, nachdem er in unzulässiger Weise über ein laufendes Strafverfahren wegen bandenmäßiger Vergewaltigung berichtet hatte.
Am 25. Mai 2018 wurde er in Leeds unter dem Vorwurf der Missachtung des dortigen Gerichts festgenommen, weil er – trotz der ihm bekannten Nachrichtensperre – per Facebook-Livestream über ein laufendes Strafverfahren wegen Kindesmissbrauchs berichtete, in welchem er unter anderem die Angeklagten filmte und seine Zuschauer aufforderte, die Angeklagten zu „finden, zu stören und an ihre Tür zu klopfen“. In diesem Zusammenhang wurden ihm Landfriedensbruch (englisch Breach of the peace) und Aufhetzung vorgeworfen. Begründet wurde die Festnahme mit dem Verbot, minderjährige Angeklagte zu filmen, sowie der Sorge um die Integrität der Jury bzw. das mögliche Scheitern des aufwendigen Gerichtsverfahrens, wenn die Jury durch eine vorverurteilende Berichterstattung beeinflusst wird. Im August 2018 wurde Robinson gegen Kaution und unter Auflagen auf freien Fuß gesetzt und ein Berufungsverfahren wegen seines Verhaltens in Leeds angeordnet; die Verurteilung wegen des Vorfalls in Canterbury wurde hingegen vom Berufungsgericht bestätigt. Diese Verurteilung und die Umstände der Inhaftierung wird von Robinsons Anhängern stark kritisiert und als Beleg der unangemessenen Verfolgung eines Journalisten (Robinson) sowie Einschränkung der Pressefreiheit gesehen. Es kam in London zu Demonstrationen zugunsten von Robinson. Robinsons Anhänger warfen der britischen Justiz unter anderem dessen absichtliche Verlegung in ein Gefängnis mit besonders hoher Anzahl von muslimischen Strafgefangenen vor. Die Vorwürfe wurden in anderen Quellen hinterfragt. Am 5. Juli 2019 wurde Robinson vom Londoner Zentralen Strafgerichtshof Old Bailey im Berufungsverfahren für schuldig befunden, mit seinem Livestream auf Facebook gegen die Nachrichtensperre verstoßen zu haben, welches eine strafbare Missachtung des Gerichtes darstellte (contempt of court). Robinson zeigte sich nach der Urteilsverkündung uneinsichtig und warf dem Gericht vor, er würde dafür verurteilt, wer er sei, aber nicht dafür, was er getan habe. Die Bewährungsstrafe von 2017 wurde aufgrund des neuen Vergehens widerrufen und Robinson zu einer Gefängnisstrafe von insgesamt 19 Wochen verurteilt, von der er allerdings höchstens die Hälfte verbüßen muss.
Am 25. Juni 2024 wurde Robinson in Kanada verhaftet, da ihm Verstöße gegen die Einreisebestimmungen vorgeworfen wurden.
Am 27. Juli 2024 wurde Robinson in England verhaftet, da ihm Verstöße gegen den Terrorism Act 2000 vorgeworfen wurden.

## Bibliografie (Auswahl)
- Tommy Robinson Enemy of the State. The Press News Ltd, ISBN 978-0-9570964-9-3[49]
- mit Peter McLoughlin: Mohammed’s Koran. Why Muslims Kill for Islam. CreateSpace Independent Publishing Platform, ISBN 978-0-9955849-0-7